# Sebastian Rudolph
Sebastian Rudolph (Berlino, 21 ottobre 1968) è un attore tedesco.

## Filmografia parziale

### Cinema
- Manta - Der Film, regia di Peter Timm (1991)
- Stalingrad, regia di Joseph Vilsmaier (1993)
- Il paziente inglese (The English Patient), regia di Anthony Minghella (1996)
- Opera senza autore (Werk ohne Autor), regia di Florian Henckel von Donnersmarck (2018)

### Televisione
- Tatort - serie TV (1993, 1999, 2014)
- Il commissario Köster (Der Alte) - serie TV (1994)
- Happy Holiday - serie TV (1994)
- Hamburg Distretto 21 (Notruf Hafenkante) - serie TV (2007, 2013)
- Dark - serie TV (2017-2020)
- Polizeiruf 110 - serie TV (2018)